# Szekulesz Judit
Szekulesz Judit (Budapest, 1945. május 24. – 2016. október 29.) Balázs Béla-díjas jelmeztervező.

## Élete
Tanulmányait a budapesti Iparművészeti Főiskola textil szakán folytatta, 1973-ban diplomázott. 1970 óta a Magyar Televízió jelmeztervezőjeként dolgozott. Vendégként több fővárosi és vidéki színház darabjaiban tervezett.
Fantázia, gondolat-érzelem, szín és formagazdagság jellemzi tervezőművészetét.
Hazai csoportos és egyéni kiállításokon gyakran szerepelt.